# Ucho Igielne w Kórniku

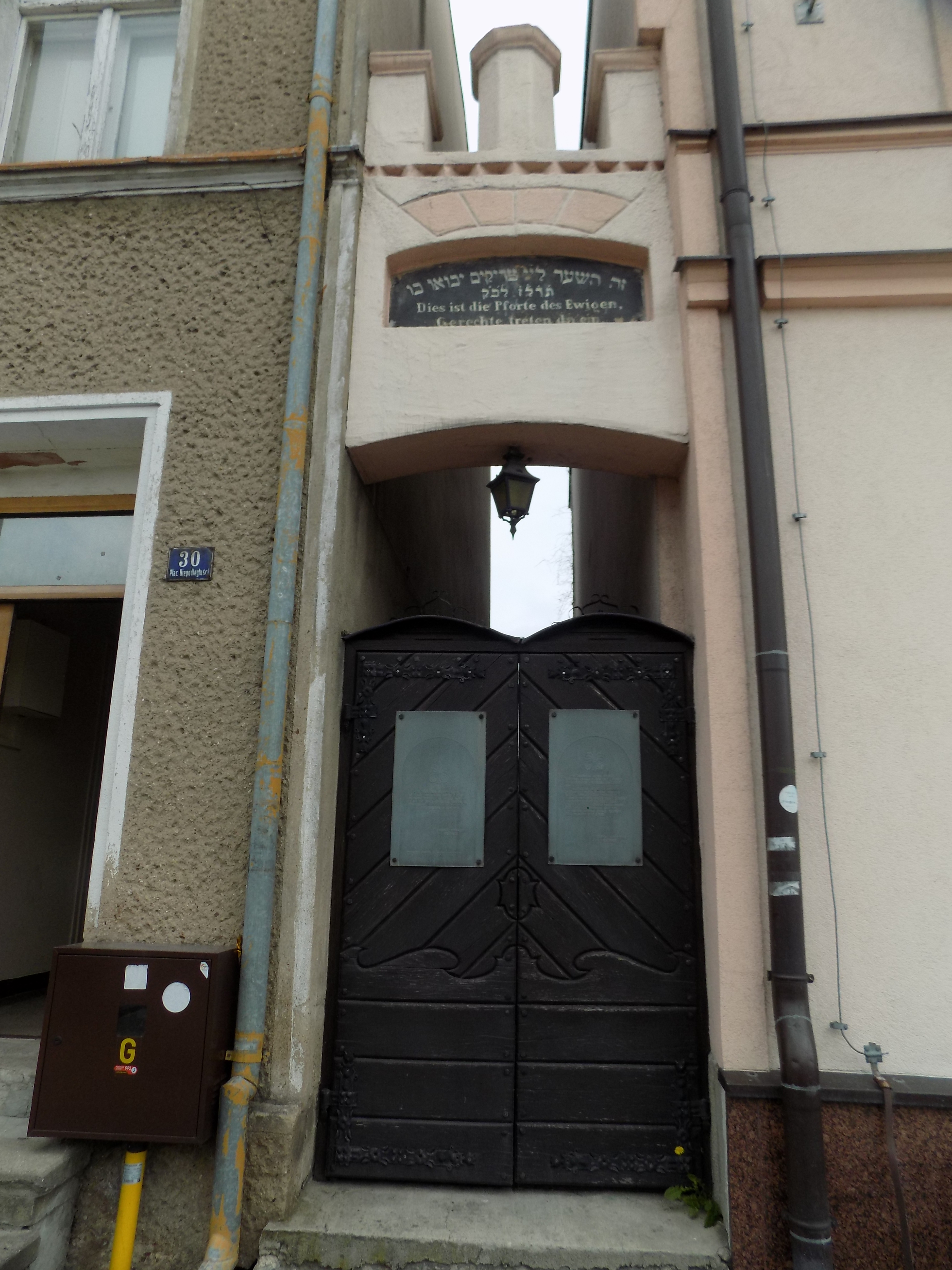
Ucho Igielne w Kórniku.

Ucho Igielne w Kórniku – przejście prowadzące z rynku do nieistniejącej synagogi w Kórniku. Obecnie znajduje się tam lapidarium.
Pasaż prowadzący z rynku do dawnej bożnicy, zniszczonej przez Niemców w 1940 roku, ma 10 metrów długości i zaledwie 1,5 metra szerokości. Jest umiejscowiony między dwiema kamienicami. Nad jego bramą zachował się oryginalny napis w językach: hebrajskim i niemieckim:
„Oto jest brama Odwiecznego, wchodzą tędy sprawiedliwi”.
Kórnickie „Ucho Igielne” zostało odnowione w 1979 roku. Dzięki staraniom profesora archeologii Jerzego Fogla, zgromadzono w latach 80. XX wieku macewy z miejscowego cmentarza żydowskiego. Oficjalne otwarcie lapidarium nastąpiło 6 maja 1984 roku podczas Święta Kwitnącej Magnolii. Brama do lapidarium otwierana jest raz w roku, 1 listopada.

## Galeria

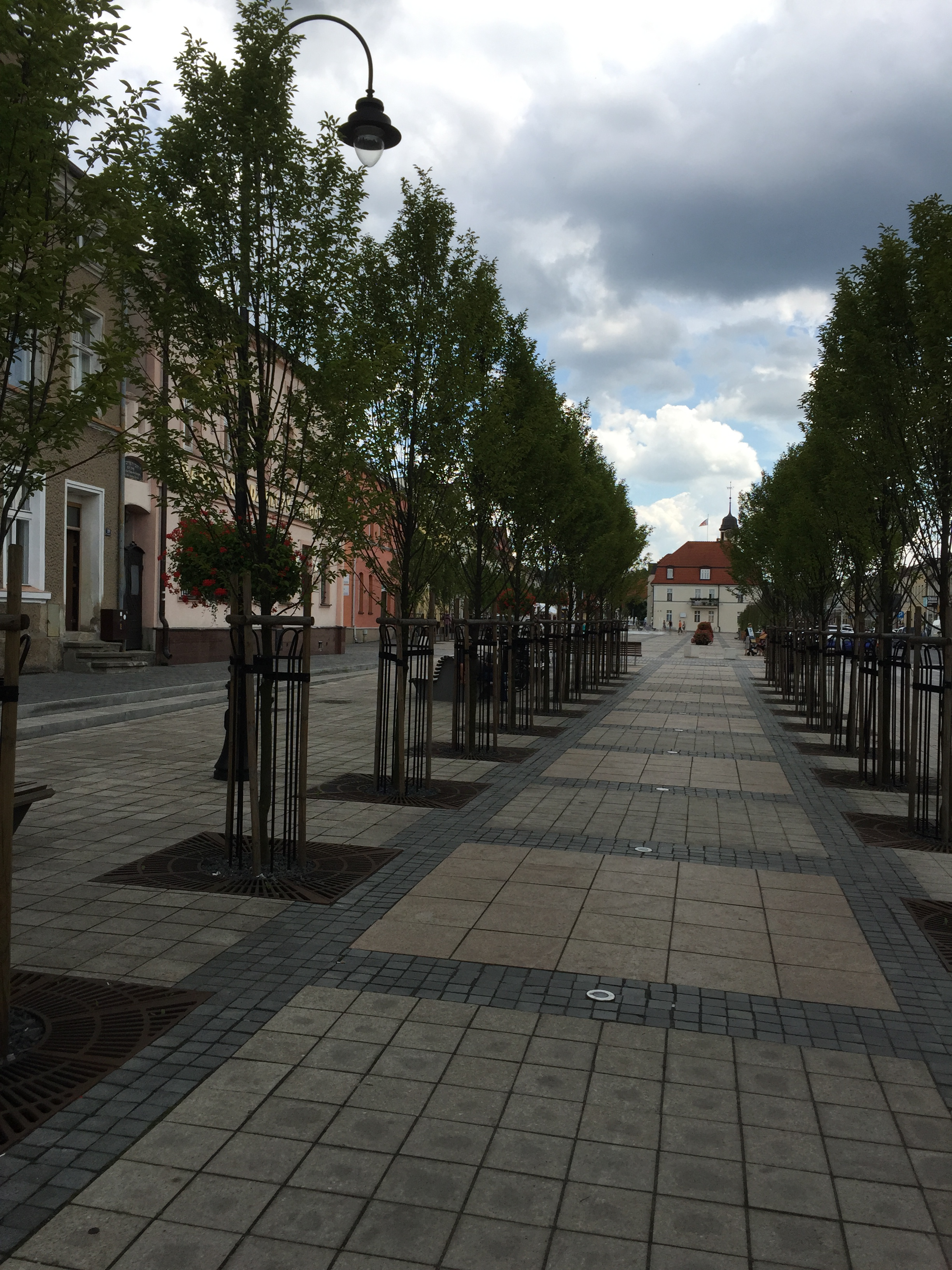
Plac Niepodległości z Uchem Igielnym
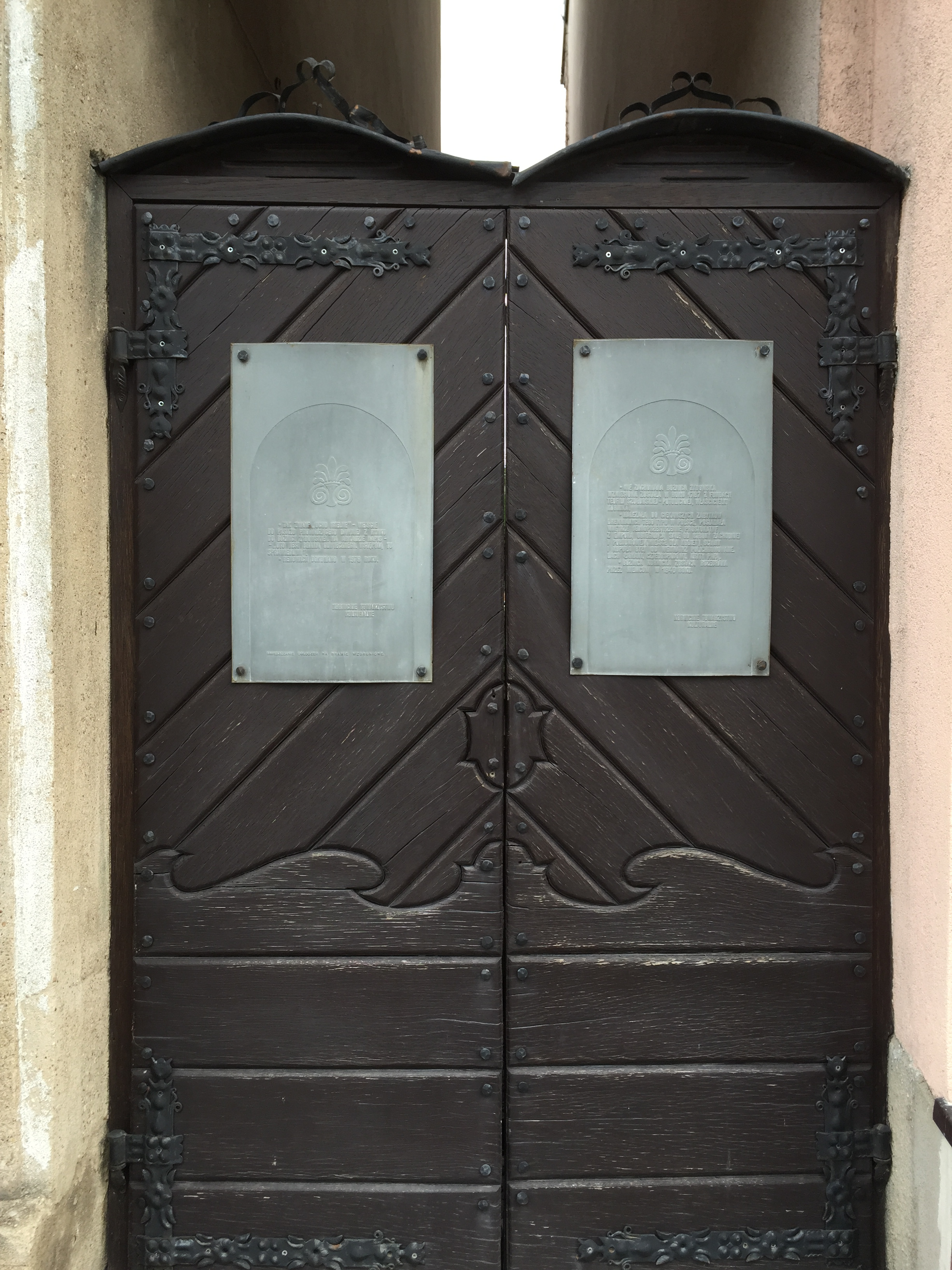
Drzwi Ucha Igielnego w Kórniku